# Contracted: Phase II
Contracted: Phase II es una película del año 2015, del género terror y suspense, dirigida por Josh Forbes y protagonizada por Matt Mercer, Marianna Palka, Morgan Peter Brown, Anna Lore y Najarra Townsend. Es la secuela de Contracted (2013).

## Argumento
Retoma la acción justo en el punto que la dejaba su predecesora. Empieza con la disección del cadáver de la pobre Samantha (Najarra Townsend), para centrarse rápidamente en Riley (Matt Mercer), el más reciente portador de la repugnante y virulenta enfermedad por tener sexo con Samantha. El joven tratará de localizar el origen de la plaga, mientras intenta mantener a raya la degeneración de su cuerpo.

## Reparto
- Matt Mercer como Riley McCormick.
- Marianna Palka como la detective Crystal Young.
- Morgan Peter Brown como Brent "BJ" Jaffe.
- Anna Lore como Harper.
- Laurel Vail como Brenda.
- Peter Cilella como James.
- John Ennis como agente especial Dalton.
- Najarra Townsend como Samantha Williams.
- Richard Riehle como Deuge Gelman.
- Suzanne Voss como Margie.
- Charley Koontz como Zain.
- Alice Macdonald como Alice Patrick (tomas de archivo).
- Caroline Williams como Nancy Williams (tomas de archivo).
- Joanna Sotomura como Debbie.
- Ruben Pla como Doctor.

## Próxima secuela
Contracted: Phase III se encuentra en proceso de producción bajo el mismo director, inicialmente se dijo que se estrenaría el 31 de octubre de 2017, sin embargo después de un tiempo sin información sobre la producción terminó retrasándose hasta 2021.